# Madona de Alzano (Bellini)
A Madona de Alzano (em italiano: Madonna di Alzano) é uma pintura do pintor renascentista italiano Giovanni Bellini, que a fez por volta de 1485. Às vezes é referido como Madonna Morelli após o nome do último proprietário ou Madonna della Pera. Desde 1891 faz parte do acervo da Accademia Carrara em Bérgamo.
Madona (do italiano Madonna, em português "Nossa Senhora" ou "Virgem com o Menino") é a representação artística da Virgem Maria, mãe de Jesus, em pinturas e esculturas (iconografia) na arte cristã. É um tema tradicional, muitíssimo repetitivo, onde as obras representam sempre e Virgem Maria com seu filho Jesus,

## História
A Madona de Alzano provavelmente fazia parte do dote de Lucrécia Agliardi. Ela veio de uma das famílias mais importantes de Bérgamo. Viúva desde cedo, fundou um mosteiro em Albino e tornou-se abadessa. A tela mais tarde foi parar em uma igreja na vizinha Alzano Lombardo, o que explica o apelido da pintura. A tela mudou de propriedade várias vezes, após o que foi parar na Academia de Carrara, em 1891, por herança de Giovanni Morelli.